# Dawlatabad (Fāryāb)
Dawlātābād es una ciudad de Afganistán, perteneciente al distrito de su nombre.        
Pertenece a la provincia de Fāryāb. Su población es de 14.749 habitantes (2007). Tiene una altitud de 447 ms, y lo une la ruta de Šibarġan a Maymanah.     
A su vez posee un bazar con 180 tiendas y un caravasar. La ciudad es el centro de realizadores de alfombras en el norte de Afganistán. 